# Lepyronia limbata
Lepyronia limbata är en insektsart som beskrevs av Kato 1933. Lepyronia limbata ingår i släktet Lepyronia och familjen spottstritar. Inga underarter finns listade i Catalogue of Life.